# لاين شامبرز
لاين شامبرز (بالإنجليزية: Iain Chambers)‏ هو عالم اجتماع وملحن بريطاني، ولد في 1949.